# Andrew Lloyd Webber
Andrew Lloyd Webber, baron Lloyd-Webber (ur. 22 marca 1948 w Londynie) – brytyjski kompozytor, producent muzyczny i filmowy, działacz polityczny.
Twórca muzyki do najbardziej kasowych musicali w historii, w tym spektakli Koty i Upiór w operze. Laureat Oscara za najlepszą piosenkę (do filmu Evita).
W latach 1997–2017 członek Izby Lordów Wielkiej Brytanii.

## Młodość
Jest synem kompozytora Williama Lloyda Webbera i nauczycielki gry na fortepianie Jean Johnstone Lloyd Webber. W 1951 urodził się jego brat Julian Lloyd Webber, który jest wiolonczelistą.
Ukończył Westminster School, następnie rozpoczął naukę w Magdalen College na Uniwersytecie Oksfordzkim, przerwał jednak studia.

## Kariera artystyczna
Pierwszy umiarkowany sukces odniósł, tworząc wraz z Timem Rice'em musical Józef i cudowny płaszcz snów w technikolorze (1968). Kolejne musicale jego autorstwa, tj. Jesus Christ Superstar (1970), Evita o Evie Peron (1976) czy Koty (1981), odniosły sukcesy na całym świecie i weszły do kanonu musicalu (Koty na Broadwayu były grane bez przerwy przez ponad 20 lat). Kolejnym wielkim sukcesem był Upiór w operze (1986), w którym w jednej z głównych ról wystąpiła ówczesna żona Webbera, Sarah Brightman. Musical ten utrzymywał się na scenie londyńskiej bez przerwy od października 1986 do lipca 2020.  
Lista chronologiczna
- The Likes of Us(inne języki) (1965), libretto Tim Rice, (pierwszy pokaz w 2005)
- Joseph and the Amazing Technicolor Dreamcoat (Józef i cudowny płaszcz snów w technikolorze)  (1968) libretto Tim Rice
- Jesus Christ Superstar (1970) libretto Tim Rice
- Jeeves (1975), libretto Alan Ayckbourn
- Evita (1976), libretto Tim Rice
- Tell Me on a Sunday(inne języki) (1979), libretto Don Black(inne języki)
- Cats (Koty) (1981), libretto Richard Stilgoe i Trevor Nunn wg T.S. Eliota
- Song and Dance(inne języki) (1982), libretto Don Black(inne języki)
- Starlight Express(inne języki) (1984), libretto Richard Stilgoe
- Cricket (1986), libretto Tim Rice
- The Phantom of the Opera (Upiór w operze) (1986), libretto Charles Hart(inne języki) i Richard Stilgoe
- Aspects of Love(inne języki) (1989), libretto Don Black i Charles Hart[3]
- Sunset Boulevard (Bulwar Zachodzącego Słońca)(inne języki) (1993), libretto Christopher Hampton
- Whistle Down the Wind(inne języki) (1996), libretto Jim Steinman
- The Beautiful Game(inne języki) (2000), libretto Ben Elton
- The Woman in White(inne języki) (2004), libretto David Zippel
- Love Never Dies (2010), libretto Glenn Slater(inne języki)[4]
- Stephen Ward(inne języki) (2013), libretto Christopher Hampton oraz Don Black(inne języki)[5] na podstawie wydarzeń Afery Profumo
- School of Rock(inne języki) (2015)[6] libretto Glenn Slater
- Cinderella (2021)[7]

Kilka musicali Webbera zostało zekranizowanych:
- Jesus Christ Superstar w 1973 – wyreżyserował Norman Jewison
- Evita w 1996 – wyreżyserował Alan Parker
- Koty (film TV) w 1998 – wyreżyserował David Mallet
- Józef i cudowny płaszcz snów w technikolorze w 1999
- Jesus Christ Superstar(inne języki) w 2000 – wyreżyserowała Gail Edwards(inne języki)
- Upiór w operze w 2004 – wyreżyserował Joel Schumacher
- Koty w 2019 – wyreżyserował Tom Hooper.

Webber był producentem pięciu ostatnich filmów.
15 listopada 2008 był gościem specjalnym na przedstawieniu polskiej wersji musicalu Upiór w operze w Teatrze Muzycznym Roma w Warszawie.
W 2009 wraz z Diane Warren napisał utwór It’s My Time, z którym Jade Ewen zajęła piąte miejsce w finale 54. Konkursu Piosenki Eurowizji. W 2023 skomponował utwór „Make a Joyful Noise” na koronację Karola III.

## Działalność biznesowa
W 1977 założył spółkę Really Useful Group, ponieważ uznał, że trafia do niego zbyt mała część dochodów, jakie przynoszą jego dzieła. Początkowo działalność spółki skupiała się na zarządzaniu prawami do kompozycji, z czasem została znacznie rozszerzona i obejmuje obecnie m.in. zarządzanie siedmioma londyńskimi teatrami (Really Useful Theatres), produkcję filmów (Really Useful Films) i wydawanie płyt (Really Useful Records).
W latach 1986–1999 firma miała innych udziałowców poza Lloydem Weberem, m.in. przez cztery lata była notowana na giełdzie. W 1999 roku kompozytor wykupił wszystkie udziały i od tego czasu jest jedynym właścicielem Really Useful Group.

## Tytuły i nagrody

### Tytuł szlachecki
W 1992 otrzymał tytuł szlachecki Sir. Pięć lat później został podniesiony do godności para dożywotniego jako Baron Lloyd-Webber z Sydmonton (miejscowości w hrabstwie Hampshire, gdzie posiada swoją letnią rezydencję). W nazwisku Lloyd Webber nie ma myślnika, występuje on natomiast w tytule szlacheckim kompozytora. Jak wszyscy parowie dożywotni, lord Lloyd-Webber został członkiem Izby Lordów, gdzie zasiadał w ławach Partii Konserwatywnej, z którą publicznie sympatyzował przez całe swoje życie. W październiku 2017 r. postanowił zrezygnować z miejsca w parlamencie, tłumacząc to brakiem czasu. Zachował tytuł lordowski, lecz odtąd ma on charakter wyłącznie honorowy.

### Odznaczenia
W 2024 roku został odznaczony Orderem Podwiązki.

### Nagrody
Za swoją twórczość kompozytor został uhonorowany m.in.:
- w 1996 roku Oscarem za najlepszą piosenkę oryginalną[14] za utwór You Must Love Me  w wykonaniu Madonny
- w tym samym roku Złoty Glob za wyżej wymieniony utwór[15]
- 7 Tony Award
- 7 Laurence Olivier Award
- 3 Nagrody Grammy

## Życie prywatne
24 lipca 1972 ożenił się z Sarah Hugill, z którą ma dwójkę dzieci – Imogen (ur. 31 marca 1977) i Nicholasa (ur. 2 czerwca 1979). Rozwiedli się w 1983. 22 marca 1984 ożenił się z wypromowaną przez siebie wokalistką i tancerką, Sarą Brightman. Małżeństwo zakończyło się rozwodem w 1990. 15 lutego 1991 poślubił Madeleine Gurdon. Mają trójkę dzieci, Alastaira (ur. 3 maja 1992), Williama (ur. 24 sierpnia 1993) i Isabellę (ur. 30 kwietnia 1996).
Jest kolekcjonerem sztuki, głównie z okresu epoki wiktoriańskiej.
Choroba
25 października 2009 rzecznik prasowy kompozytora poinformował, że u Webbera wykryto raka prostaty. Nowotwór został wykryty we wczesnej fazie rozwoju. W styczniu 2010 artysta poinformował o pozytywnym wyniku leczenia